# Stellaria reticulivena
Stellaria reticulivena är en nejlikväxtart som beskrevs av Bunzo Hayata. Stellaria reticulivena ingår i släktet stjärnblommor, och familjen nejlikväxter. Inga underarter finns listade i Catalogue of Life.